# Соціологія міста
Соціологія міста — спеціальна соціологічна теорія, об'єктом пізнання якої є місто як соціально-просторова спільність, історично конкретна поселенська структура, основна форма розселення людей на Землі.

## Історія
Одним з перших соціологічний аналіз міста запропонував Макс Вебер. Вебер в цілому визначає місто як селище, що складається з тісно дотичних будинків, яке настільки велике, що в ньому відсутнє специфічне для суспільства сусідів особисте знайомство один з одним .
Крім Вебера роль великих міст в суспільстві вивчали такі німецькі соціологи як Карл Бюхер та Георг Зіммель.
У класиків марксизму міська проблематика присутня у контексті розгляду положення робітничого класу в капіталістичному суспільстві. Велике місто в цьому зв'язку, промислове або торгове, розглядається як місце, де в найбільш концентрованій формі відбувається класова боротьба.
Однак, справжнього розквіту міська соціологія отримала в роботах соціологів Чиказької школи. Основними розробниками саме міської проблематики в рамках даної школи стали Роберт Парк, Ернст Берджесс і Луїс Вірт. Праці Чиказької школи відрізняла прикладна спрямованість .